# Kenéz Ágoston
Kenéz Ágoston (1996 –) magyar színész.

## Életpályája
1996-ban született. 2016-tól a Színház- és Filmművészeti Egyetem hallgatója Pelsőczy Réka és Rába Roland osztályában. Rendszeresen szinkronizál is.
Felesége Messaoudi Emina színésznő.

## Filmes és televíziós szerepei
- Asszó (rövidfilm, 2017)
- Agapé[6] (rövidfilm, 2020) ...Kornél
- Istenke bicskája (életrajzi film, 2020) ...fiatal Benedek Elek
- A hentes (sorozat, 2021) ...Berci
- Napirend (rövidfilm, 2021) ...Tolmács
- A Tanár (sorozat, 2021) ...Lóri[7]
- Hazatalálsz (sorozat, 2023) ...Kővári Márkó
- Cella – Letöltendő élet (sorozat, 2023) ...Fiatal fiú
- Semmelweis (2023) ...Augerék fia

## Szinkronszerepei

### Sorozatok
- Eamon Farren (Cahir) – Vaják (The Witcher)
- Daniel Quincy Annoh (Terence) – Megzsarolva (The Recruit)
- Iñaki Godoy (Monkey D. Luffy) – One Piece (élőszereplős)
- Oscar Kennedy (Brendan Fells) – Hiányzol (Missing You)
- Jonas Pate (Josh Pate) - Külső Bankok (Outer Banks)OBX

### Filmek
- A gonosz színei: Vörös[8] – Mario Dubiela (Jan Wieteska)
- Kék Bogár – Jaime Reyes (Xolo Mariduena)
- A könnymester legendája[9] – Rigel Wilde (Simone Baldasseroni)

### Animék
- Daiki Yamashita / Zeno Robinson (Gō / Goh) - Pokémon

## Írói munkássága
- A háromfejű király
- Az ízetlen paprikáskrumpli
- A fiú, aki sosem aludt

## Díjak
- 8. Friss Hús rövidfilmfesztivál díja a a legjobb magyar színésznek (2020)[10]